# جيم ميلر (لاعب كرة قدم كندية)
جيم ميلر هو لاعب كرة قدم كندية كندي، ولد في 20 فبراير 1932 في مونتريال في كندا، وتوفي في 1 نوفمبر 2006.

## وصلات خارجية
- جيم ميلر على موقع JustSportsStats.com (الإنجليزية)